# The First Bloooooming
The First Bloooooming é o álbum de estreia do girl group KARA, lançado dia 29 de Março de 2007. É o único álbum que conta com a participação da ex-integrante Kim Sunghee.

## Precedentes e estilo musical
Tendo estreado sob a mesma empresa como as antecessoras Fin.K.L, muita comparação entre os dois grupos foram feitas, mesmo em paralelo, cada membro individual do KARA a cada membro do Fin.K.L.  Kara exibiu uma imagem de "mulher forte" através do estilo R'n'B de seu primeiro single "Break It".

### Faixas
| N.º            | Título                                       | Compositor(es)             | Produtor(es)   | Duração |  |
| 1.             | "Broken Promise (못 지킨 말)"                | Kim Tae Yun                | Kim Suk Chan   | 3:53    |  |
| 2.             | "Break It"                                   | Lee Dong Soo               | Han Sang Won   | 3:15    |  |
| 3.             | "If U Wanna (맘에 들면)"                     | Han Sang Won, Lee Dong Soo | Han Sang Won   | 3:43    |  |
| 4.             | "Secret World"                               | Kim Hee Sun, Cha Sang Min  | Kim Tae Hyun   | 3:20    |  |
| 5.             | "Don’t Be Shy"                               | Jung Mi Ra                 | AND            | 3:54    |  |
| 6.             | "Two of Us (우리 둘)"                        | Han Sang Won, Lee Dong Soo | Han Sang Won   | 3:17    |  |
| 7.             | "I’ll Be There"                              | Bang Seun Chul             | Bang Seun Chul | 3:38    |  |
| 8.             | "Tear Eraser (눈물 지우개)"                  | Yoon Gyung                 | Lee Byung Joon | 4:03    |  |
| 9.             | "Break It (Instrumental)"                    |                            | Han Sang Won   | 3:17    |  |
| 10.            | "Broken Promise (못 지킨 말) (Instrumental)" |                            | Kim Suk Chan   | 3:53    |  |
| Duração total: | Duração total:                               | Duração total:             | Duração total: | 36:15   |  |